# T. Emmet Clarie
Thomas Emmet Clarie (* 1. Januar 1913 in Killingly, Connecticut; † 24. September 1997 in Putnam, Connecticut) war ein US-amerikanischer Jurist und Politiker. Nach seiner Berufung durch Präsident John F. Kennedy fungierte er von 1961 bis 1983 als Bundesrichter am Bundesbezirksgericht für den Distrikt von Connecticut.

## Werdegang
Emmet Clarie besuchte nach seinem Schulabschluss zunächst das Providence College in Rhode Island und erwarb dort 1933 den Bachelor of Philosophy. Anschließend erhielt er 1938 den Bachelor of Laws vom Hartford College of Law. Bereits im Jahr zuvor war er als Abgeordneter der Demokratischen Partei ins Repräsentantenhaus von Connecticut eingezogen, in dem er bis 1943 verblieb. Ab 1939 hatte er dort die Funktion des Fraktionschefs (Floor Leader) inne.
Von 1940 bis 1961 betrieb Clarie eine private Anwaltspraxis in Danielson. Im Jahr 1951 fungierte er als Ankläger am städtischen Gericht von Killingly. Er hatte außerdem weitere öffentliche Ämter inne, unter anderem als Verwaltungsbeamter (Clerk) beim Senat von Connecticut (1949) und als Mitglied der staatlichen Kommission für den Alkoholausschank (1949–1961), der er von 1955 bis 1961 als Chairman vorstand.
Am 5. September 1961 wurde Clarie durch Präsident Kennedy zum Richter am United States District Court for the District of Connecticut ernannt; der betreffende Sitz war zuvor neu eingerichtet worden. Nach der Bestätigung durch den US-Senat, die neun Tage später erfolgte, konnte er sein Amt am 18. September antreten. Von 1974 bis 1983 war er als Chief Judge Vorsitzender dieses Bundesgerichts. Am 1. Januar 1983 wechselte er in den Senior Status und ging damit in den Ruhestand. Sein Sitz fiel an Peter Collins Dorsey; den Vorsitz des Gerichts übernahm Gilroy Daly. Emmet Clarie verstarb am 24. September 1997 in Putnam und wurde auf dem dortigen Holy Cross Cemetery beigesetzt.